# Luciano Castro
Luciano Castro (16 de março de 1975, Buenos Aires) é um ator argentino.

## Biografia
Antes de dedicar-se à atuação, ocupava seu tempo jogando futebol, o qual o levou a integrar um pré-selecionado nacional aos 15 anos, o qual deixou após uma expulsão durante um jogo. Seu pai era arqueiro do clube Chacarita. Desde pequeno interessou-se pela atuação e em 1995 viveu na Espanha. Uma de suas primeiras participações na televisão foi aos 17 anos de idade durante o ciclo de adolescentes “Jugate Conmigo”, dirigido por Cris Morena. Pratica Box desde os 16 anos e tem um filho, Mateo de 5 anos. e sua mulher de 35 anos

## Carreira

### Televisão
- 1992 - Jugate conmigO .... Luciano Urquijo / Luciano Ponce
- 1995 - ¡Hola Papi!... David
- 1995 - Chiquititas... Tano
- 1996 - Montaña rusa, otra vuelta ... Tuqui
- 1996 - Como pan caliente... Lucas
- 1997 - RRDT... Rubén Cilandro
- 1998 - Desesperadas por el aire.... Secuaz
- 1999 - Campeones de la vida.... Danilo D'Alessandro
- 2001 - PH.... Sandro
- 2002 - Son amores.... Omar
- 2003 - Durmiendo con mi jefe.... Abél
- 2004 - Los Roldán.... Omar Estévez
- 2005 - Los Roldán 2
- 2006 - El tiempo no para... Gonzalo
- 2007 - Lalola.... Facundo Canavaro[1]
- 2008 - Amanda o... Dante
- 2009 - Valientes .... Leonardo Sosa
- 2010 - Ciega a citas.... Tobi
- 2010 - Malparida... Lucas Carballo
- 2010 - Lo que el tiempo nos dejo.... Ep:la ley primera
- 2011 - Herederos de una venganza.... Antonio Puentes[2]
- 2012 - Sos mi hombre... Juan José "Ringo" Di Genaro
- 2014 - Sres. Papis .... Favio "El Chori" Carbonetti
- 2015 - Conflictos modernos .... Damian
- 2016 - Los ricos no piden permiso... Rafael Medina/Echegoyen

### Cinema
- 2009 - Toda la gente sola .... Julián
- 2012 - Amor a mares .... Javier
- 2015 - El encuentro de Guayaquil

### Teatro
| Obra    | Obra                                        | Obra                              | Obra |
| Ano     | Título                                      | Teatro                            |      |
| ------- | ------------------------------------------- | --------------------------------- | ---- |
| 1994    | Jugate Conmigo                              | Teatro Gran Rex                   |      |
| 2002    | Lo de la Susy                               |                                   |      |
| 2004    | Lo que habló el pescado                     |                                   |      |
| 2005    | Rita, la salvaje                            | Teatro Maipo                      |      |
| 2005    | Hipólito y Fedra                            | Teatro Lorange                    |      |
| 2008    | Jack se fue a remar                         | Teatro Metropolitan               |      |
| 2009/10 | Valientes                                   | Teatro América (Mar del Plata)    |      |
| 2011/12 | Camino negro                                | Teatro Roxy (Mar del Plata)       |      |
| 2015    | Pequeño circo casero de los hermanos Suárez | Centro Cultural San Martín        |      |
| 2017    | Juegos de amor y de guerra                  | Centro Cultural de la Cooperación |      |

## Prêmios e Indicações
| ANo  | Premio                                    | Categoria                                               | Programa                  | Resultado |
| ---- | ----------------------------------------- | ------------------------------------------------------- | ------------------------- | --------- |
| 2002 | Premios Florencio Sánchez                 | Ator de reparto no teatro                               | Lo de la Susy             | Ganhador  |
| 2005 | Prêmios María Guerrero a atividade cênica | Estímulo                                                | Lo que habló el pescado   | Ganhador  |
| 2007 | Premios Martín Fierro                     | Ator protagonista de comedia                            | Lalola                    | Ganhador  |
| 2009 | Prêmios Martín Fierro                     | Ator protagonista de novela                             | Valientes                 | Nomeado   |
| 2011 | Prêmios Martín Fierro                     | Ator protagonista de novela / telecomedia               | Herederos de una venganza | Nomeado   |
| 2012 | Prêmios Tato                              | Melhor ator em ficção diária                            | Sos mi hombre             | Nomeado   |
| 2012 | Prêmios Martín Fierro                     | Ator protagonista de ficção diária (novela/telecomedia) | Sos mi hombre             | Nomeado   |